# Norbert Oberhauser

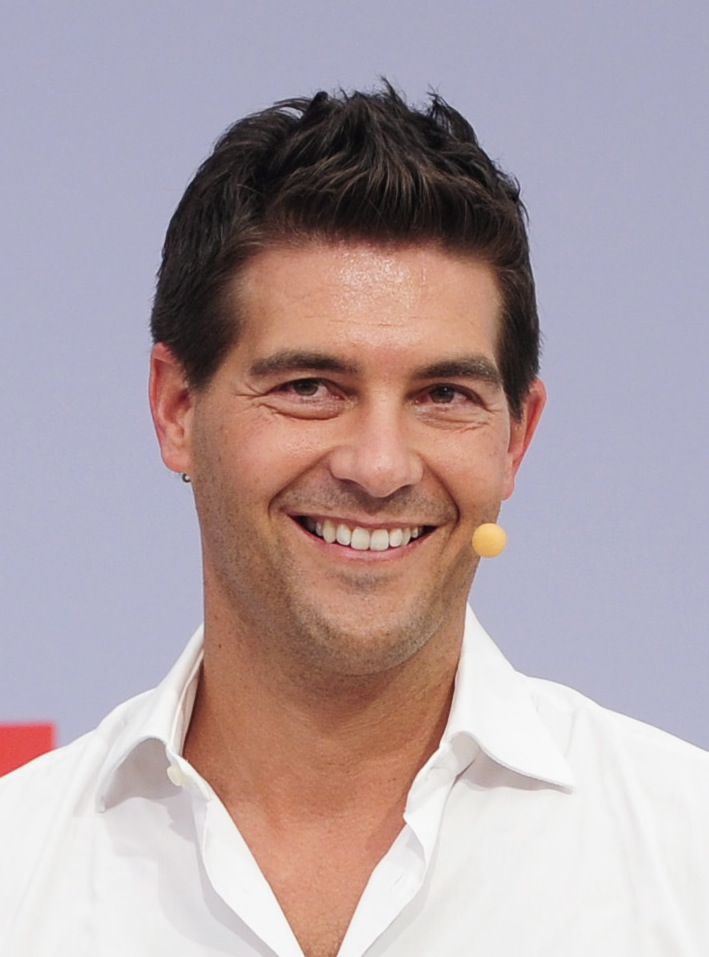
Norbert Oberhauser (2013)

Norbert Oberhauser (* 6. März 1972 in Graz) ist ein österreichischer Radio- und Fernsehmoderator.

## Leben
1990 legte Oberhauser seine Matura ab und begann anschließend ein Studium in Germanistik, Anglistik und Publizistik an der Karl-Franzens-Universität Graz. Nebenher startete er 1992 seine berufliche Karriere als Redakteur des ORF Steiermark. Anschließend war er als Moderator im Hörfunk bei Antenne Steiermark und KroneHit tätig. Er wechselte danach zum Fernsehen und moderierte mehrere Sendungen auf Puls TV.
2004 moderierte er die Formate VIP Lounge und Austria Top News, später auch Google Trends und das Wissensmagazin Wiff Österreich. Einer breiten Öffentlichkeit bekannt wurde Oberhauser durch das Frühstücksfernsehen Café Puls, das er ab 2005 an der Seite von Johanna Setzer moderierte. Seit einer beruflichen Auszeit Oberhausers im Sommer 2012 ist Florian Danner an seiner Stelle im Frühstücksfernsehen zu sehen.
Ab Jänner 2013 moderierte Oberhauser an der Seite Corinna Milborn und Thomas Mohr das Vorabend-Magazin Guten Abend Österreich auf Puls 4. Er übernahm dabei neben den beiden Nachrichtenmoderatoren die Lifestyle- und Society-Themen innerhalb der Sendung.
Oberhauser war von 2010 bis 2012 in drei aufeinanderfolgenden Jahren als „beliebtester Moderator“ für den Romy nominiert, die letzten beiden Male (2011 und 2012) gemeinsam mit Co-Moderatorin Johanna Setzer.
Gemeinsam mit Volker Piesczek, Eric Papilaya und Pepe Schütz tritt er seit 2013 mit der Gruppe „The Rats Are Back“ auf.
Seit Jänner 2019 präsentiert er auf ORF 2 gemeinsam mit Verena Scheitz das Vorabendmagazin „Studio 2“.
2020 nahm er gemeinsam mit Catharina Malek an der ORF-Tanzshow Dancing Stars teil, wo er in 7. Sendung am 13. November 2020 ausschied. Aufgrund eines positiven COVID-19-Tests von Moderator Klaus Eberhartinger, vertrat Oberhauser ihn und moderierte – an der Seite von Kristina Inhof – das Finale von Dancing Stars 2020.

## Privates
Oberhauser ist seit 2014 mit seiner Frau Sarah verheiratet, im Jahr 2023 trennte sich das Paar. Sie haben zwei Söhne: Finn (* 2013) und Nico (* 2016). Oberhausers Vater war der Unterhaltungschef des ORF Steiermark Pert Oberhauser (1934–2020). Seine Mutter Helma Oberhauser beging 2014 Suizid. Sein um zehn Jahre jüngerer Bruder ist Pilot. Oberhauser selbst spielte in seiner Kindheit Schlagzeug und sang in einer Band. Als Jugendlicher arbeitete er im Sommer am Bau und wollte sich damit Geld für eine Popmusiker-Karriere ansparen.